# Чижевский, Григорий Павлович
Григорий Павлович Чижевский (укр. Григорій Павлович Чижевський; 23 октября 1886, с. Цепки, Полтавская губерния — 1936, Келецкое, Польша) — украинский полковник Армии УНР, сын известного деятеля украинского движения Павла Ивановича Чижевского. Министр внутренних дел УНР.

## Биография
Окончил техническое училище в Александровске (1906 год) затем Киевский политехнический институт (1910 год).
Весной 1912 года был мобилизован в Российскую армию вольноопределяющимся 2-го разряда в 5-ю батарею 9-й артиллерийской бригады в городе Полтава. В июле 1913 года сдал экзамен на звание прапорщика запаса артиллерии. В июле 1914 года был вновь мобилизован, служил младшим офицером 1-й батареи 70-й артиллерийской бригады. С 19 июля 1915 года — подпоручик. С 19 апреля 1916 года — поручик. Высочайшим приказом от 18 июня 1916 года произведён в штабс-капитаны со старшинством с 8 мая 1916 года. С 12 ноября 1916 года — командир батареи 70-й бригады, с 21 декабря 1916 года — командир батареи 136-го отдельного артиллерийского дивизиона.
Во время Первой мировой войны был награжден всеми орденами до Святого Владимира 4-й степени, а также Георгиевским крестом IV степени с лавровой ветвью за бои под Ригой.
1 июля 1917 года попал в немецкий плен, находился в лагере Ган-Мюнден.
С февраля 1918 года служил в армии УНР. Сначала был командиром 1-й батареи 1-го Украинского пушечного полка. С 3 марта 1918 года — командир 1-го Украинского пушечного полка.
С 14 февраля 1919 года — министр внутренних дел УНР.
С 1 апреля 1919 года — в резерве старшин при штабе Действующей армии УНР.
С 6 января 1920 года — помощник командира 3-го сборного конного полка, с 18 апреля 1920 года командир 3-го сборного конного полка. С 12 июня 1920 года — начальник 3-й пушечной бригады 3-й Железной дивизии.
Участник Второго Зимнего похода, начальник артиллерии Украинской повстанческой армии. Во время Похода был ранен.
В начале 1920-х годов эмигрировал в Польшу. Умер в 1936 году в городе Келецкое.

## Награды
- Орден Святого Станислава 3-й степени с мечами и бантом (08.04.1915)[6].
- Орден Святой Анны 3-й степени с мечами и бантом (14.03.1916)[7].
- Орден Святого Станислава 2-й степени с мечами (23.11.1916)[8].
- Орден Святой Анны 2-й степени с мечами (01.02.1917)[9].